# Хардегг
Хардегг (нем. Hardegg (Niederösterreich)) — город в Австрии, в федеральной земле Нижняя Австрия.
Входит в состав округа Холлабрун. Население составляет 1456 человек (на 31 декабря 2005 года). Занимает площадь 93,28 км². Официальный код — 3 10 16.

## Политическая ситуация
Бургомистр общины — Норберт Кельнер (АНП) по результатам выборов 2005 года.
Совет представителей общины (нем. Gemeinderat) состоит из 19 мест.
- АНП занимает 14 мест.
- СДПА занимает 5 мест.